# Agent de floculació
Un agent de floculació (o floculant) és una substància química que s'empra per a eliminar sòlids en suspensió dins de líquids. L'agent indueix un procés de floculació: els sòlids s'ajunten formant flocs, els quals o bé precipiten al fons del líquid o bé hi suren a la seva superfície, sent possible aleshores recollir-los i eliminar-los.

## Procés
Dins de l'aigua les partícules més petites de 0.1 µm (10−7 m) romanen contínuament en moviment a causa de la seva càrrega electroestàtica (sovint negativa) que els fa repel·lir-se unes de les altres. Quan la seva càrrega electroestàtica és neutralitzada per l'ús d'una substància química coagulant, les partícules fines comencen a col·lidir i a formar conglomerats sota la influència de forces de van der Waals de tipus molecular. Aquestes partícules més grans i pesants són anomenades flocs.
Els agents de floculació o floculants són substàncies químiques que promouen la floculació fent que col·loides i altres partícules en suspensió als líquids s'agreguin, tot formant un floc. Els floculants són utilitzats en processos de tractament i purificació de l'aigua per a millorar la sedimentació o filtració de partícules petites. Exemples són els tractaments d'aigua tèrbola de piscina o d'aigua potable, tot ajudant a l'extracció de partícules microscòpiques que altrament serien difícilment o impossible de treure només per filtració.
Molts floculants són cations multivalents com l'alumini, ferro, calci o magnesi. Aquestes molècules positives interaccionen amb les partícules negatives tot reduint-ne les seves barreres d'agregació. A més a més, moltes d'aquestes substàncies químiques, sota pH apropiat i altres condicions com temperatura i salinitat, reaccionen amb l'aigua per a formar hidròxids insolubles que, en precipitar-se, s'enllacen juntes per formar cadenes llargues o xarxes, que atrapen físicament les partícules petites al floc més gran.
Els floculants de cadena llarga, com les poliacrilamides modificades, són fabricades i subministrades en forma seca o líquida per al seu ús en el procés de floculació. El més comú líquid poliacrilamid és subministrat com una emulsió amb 10-40% d'elements actius i la resta sota forma d'un fluid no aquós de transport, surfactants i latex. Aquesta forma permet el tractament fàcil de polímers viscosos a concentracions altes. Aquests polímers d'emulsió requereixen una "activació" - inversió de l'emulsió de manera que les molècules de polímers formen una solució aquosa.

## Agents
Els següents productes químics són utilitzats com a floculants:
- Alum
- Clorhidrat d'alumini
- Sulfat d'alumini
- Òxid de calci
- Hidròxid de calci
- Sulfat de ferro (II) (sulfat ferrós)
- Clorur de ferro (III) (clorur fèrric)
- Poliacrilamida
- PolyDADMAC
- Aluminat de sodi
- Silicat de sodi

Els productes naturals següents són utilitzats com a floculants:
- Quitosan
- Ictiocol·la
- Llavors d'arbre de l'oli de ben (Arbre del rave japonès)
- Gelatina
- Llavors d'Strychnos potatorum (Arbre de fruita seca Nirmali)
- Goma guar
- Alginats (Extractes d'alga marró)